# Nový Berštejn
Nový Berštejn (německy Neu Perstein) je jedna z  částí města Dubá v okrese Česká Lípa v Libereckém kraji. Nachází se při severním okraji města, na jehož katastrálním území leží.

## Historie

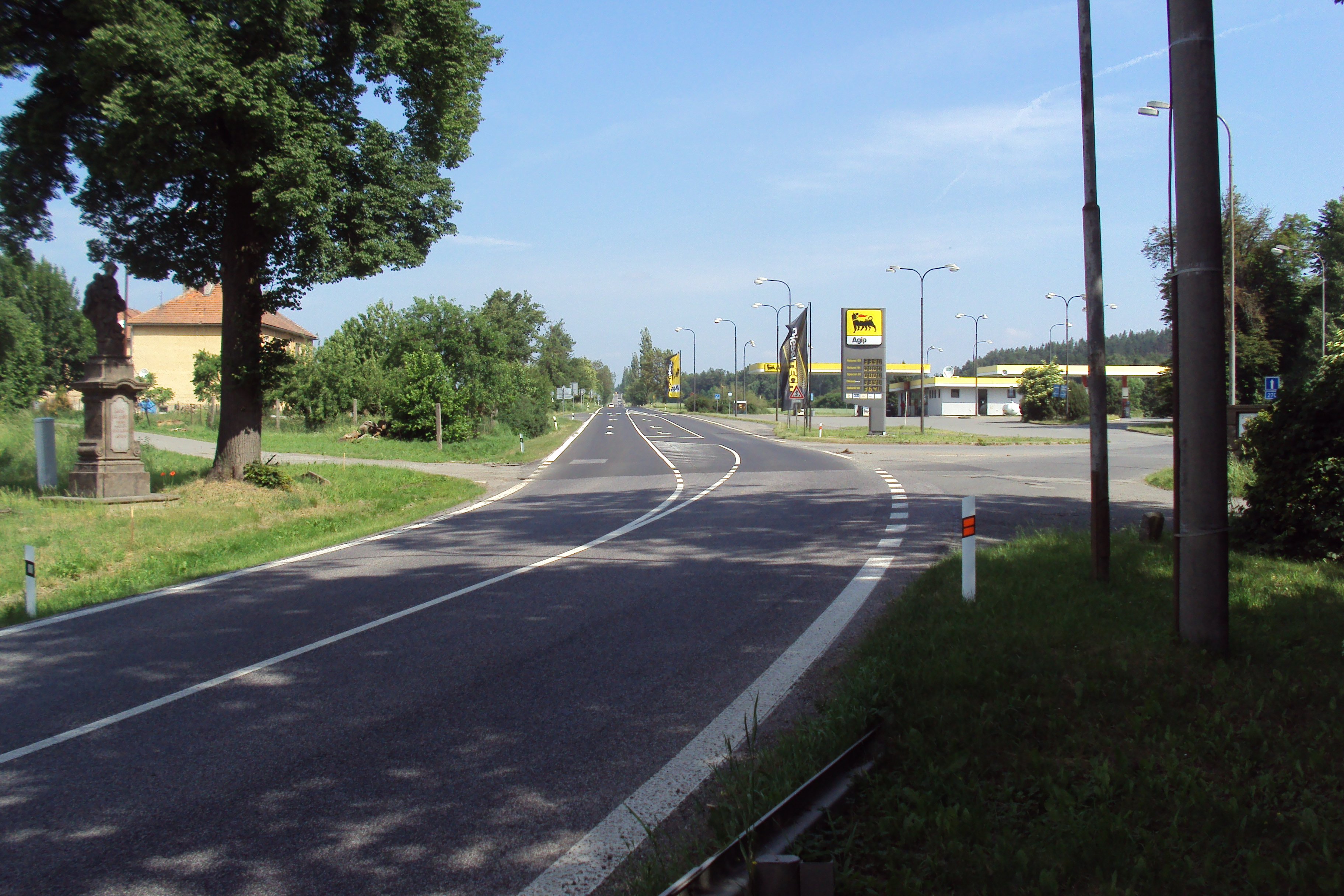
Silnice I/9 od Dubé k České Lípě přes Nový Berštejn

Původně se na tomto území nacházela ves a poplužní dvůr Nezlovice, zmiňované již v roce 1402. Na jejich místě byl později postaven renesanční zámek a osada Nový Berštejn vznikla z domů vybudovaných v souvislosti se zámkem, hospodářským dvorem a pivovarem nacházejícím se v údolí pod zámkem. Rozlehlé pivovarské sklepy se později používaly pro zrání proslulých pivních sýrů a tvoří nejrozsáhlejší podzemní prostory v pískovcích na Dubsku a Kokořínsku. Z původní zástavby stojí za zmínku zrestaurovaný roubený dům s mansardovou střechou čp. 5. K osadě Nový Berštejn patřila také samota Krčma (Kratschen, či Neu Kratschen) nacházející se v nedalekých polích. Původní stavbu tvořily dva domy, jeden z nich byl zájezdní hostinec s uzavřeným dvorem. Krčma je zmiňována již v roce 1650, tehdy tudy vedla obchodní cesta od Mělníka k České Lípě. Po druhé světové válce byly oba staré domy zbořeny. Novou zástavbu tvoří dva obytné dvojdomky a hospodářské budovy pro chov skotu.

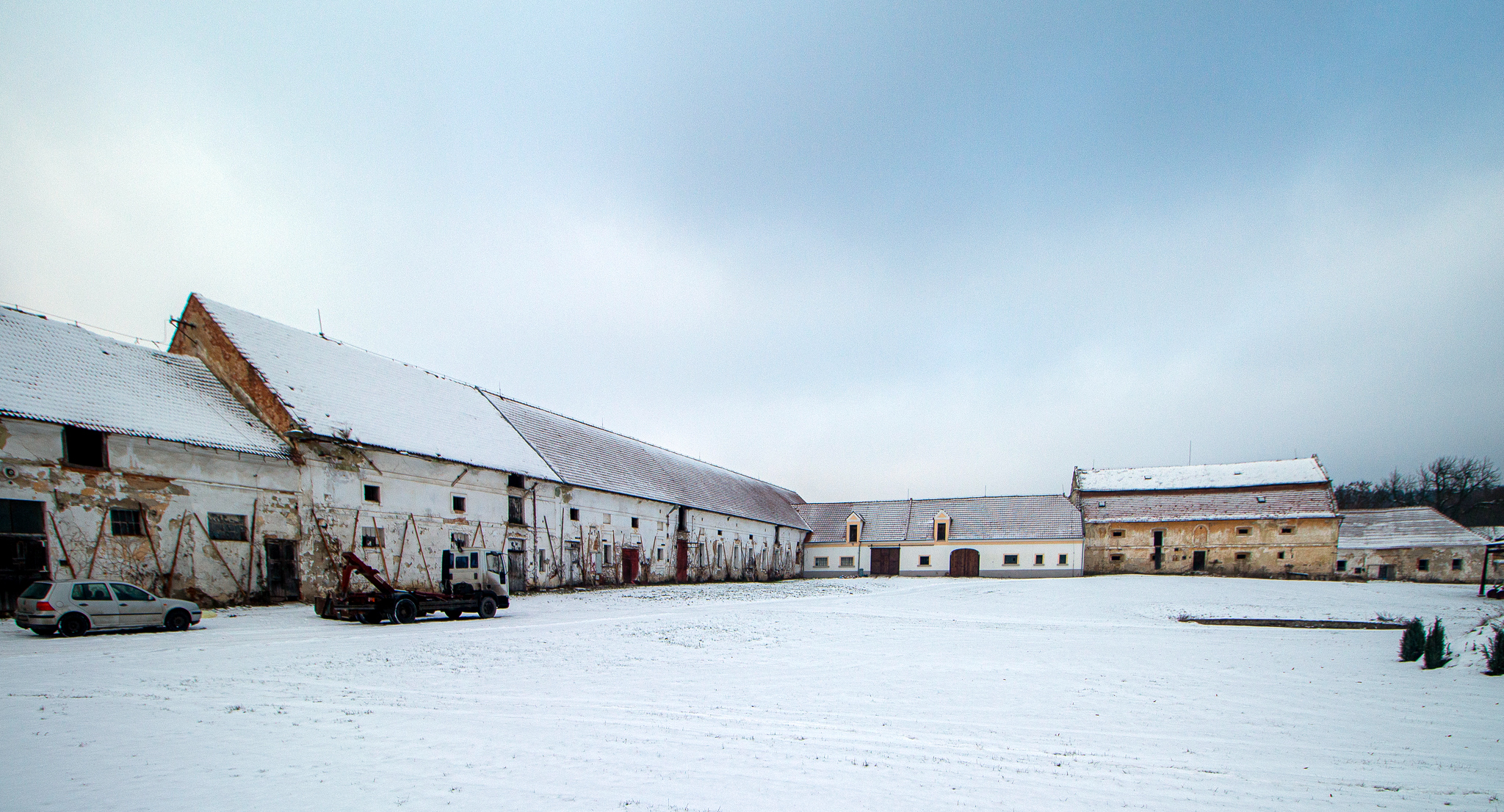
Hospodářský dvůr v Novém Berštejně

Severně od Krčmy vznikl pravděpodobně v souvislosti se zámkem dvorec nazývaný Neuhof, jehož stavba se nedochovala a jeho existenci v současné době připomínají na zalesněném pozemku jen nepatrné stopy. Součástí Nového Berštejna byla také samota Malý Mlýnek (Kleinmühle) ležící na opačné straně v údolí. Z původních dvou domů se dochoval jen jeden.

## Obyvatelstvo
Při sčítání lidu v roce 1921 ve vsi žilo 146 obyvatel (z toho 69 mužů), z nichž bylo 57 Čechoslováků a 89 Němců. Všichni se hlásili k římskokatolické církvi. Podle sčítání lidu z roku 1930 měla vesnice 105 obyvatel: 37 Čechoslováků, 65 Němců a tři cizince. Většina (93 osob) byla římskými katolíky, ale ve vsi žilo také deset evangelíků, jeden žid a jeden člověk bez vyznání.
| Rok            | 1869 | 1880 | 1890 | 1900 | 1910 | 1921 | 1930 | 1950 | 1961 | 1970 | 1980 | 1991 | 2001 | 2011 | 2021 |
| -------------- | ---- | ---- | ---- | ---- | ---- | ---- | ---- | ---- | ---- | ---- | ---- | ---- | ---- | ---- | ---- |
| Počet obyvatel | 146  | 173  | 143  | 123  | 118  | 146  | 105  | 75   | 176  | 168  | 157  | 69   | 57   | 41   | 35   |
| Počet domů     | 11   | 12   | 12   | 10   | 10   | 9    | 17   | 20   | 20   | 15   | 12   | 12   | 11   | 10   | 10   |

## Pamětihodnosti
Dominantou vsi je zámek Nový Berštejn ze 16. století, původně renesanční, později barokně upravený. Jeho název je odvozen od Starého Berštejna u Vrchovan, původního rodového hradu Berků z Dubé, za nějž byl zámek náhradou. Adam Berka z Dubé postavil zámek v letech 1553–1567. Po roce 1558 oženil se Adam podruhé s Eliškou Dobranovskou, a v roku 1574 na Vrchovině a Horkách jí zapsal věno.